# Nanohole

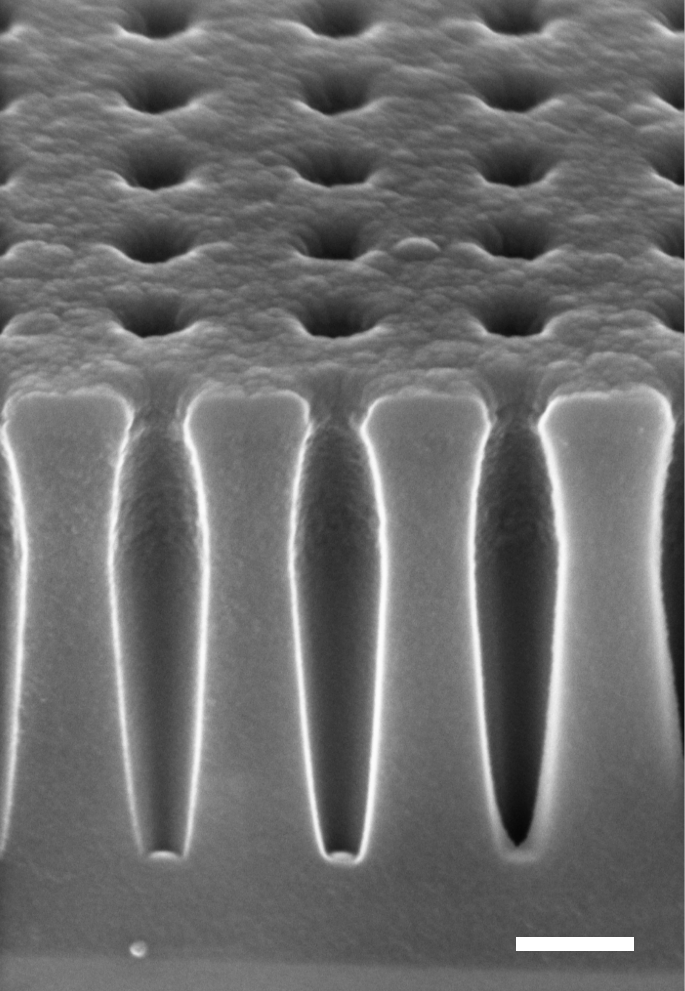
Microscopia elettronica a scansione di nanohole su una superficie di silicio amorfo, con un sottile rivestimento di polimero conduttivo. La scala di misura è pari a 200 nm.

I nanohole (in italiano traducibile come: nanofori o nanobuchi) sono una classe di materiali nanostrutturati caratterizzati dalla presenza di buchi nanometrici disposti secondo un pattern regolare su una superficie, solitamente costituita da un sottile film metallico. I nanohole non vanno confusi con i materiali nanoporosi e le nanoschiume, nanostrutture che presentano una distribuzione stocastica di vuoti penetranti. In quest'ottica, a livello morfologico, i nanohole possono considerarsi l'opposto dei cosiddetti nanopillar.
La disposizione spaziale altamente regolare dei buchi conferisce ai nanohole interessanti proprietà ottiche, in modo particolare si registra un'altissima trasmissione, fenomeno noto come trasmissione ottica straordinaria (EOT). Queste proprietà portano alla possibilità di diverse applicazioni legate al campo della nanofotonica: dalla sensoristica e biosensoristica al fotovoltaico, passando per la produzione di superlenti e dispositivi di imaging.

## Caratteristiche fisiche
Come per tutte le nanostrutture, le caratteristiche fisiche dei nanohole sono dipendenti dalle dimensioni, intese come estensioni spaziali: dimensione dei fori, periodicità del pattern, spessore del film sottile. Alla scala nanometrica, infatti, gli effetti quantistici diventano rilevanti e modificano il comportamento che ci si aspetterebbe da un sistema macroscopico descritto con la fisica classica.

### Proprietà ottiche
Una descrizione classica tramite il Principio di Huygens-Fresnel dell'interazione tra le onde elettromagnetiche e un film sottile nanoforato porterebbe a concludere che se la lunghezza d'onda della luce incidente è più grande della dimensione dei fori stessi la trasmittanza è nulla, ossia il materiale dovrebbe risultare totalmente opaco. In realtà si presenta un'elevata trasmissione grazie all'interazione dei fotoni con i plasmoni di superficie presenti all'interfaccia metallo-dielettrico (aria). Tuttavia questo fenomeno, noto come trasmissione ottica straordinaria (EOT), si manifesta solo in presenza di un pattern regolare di nanofori. In particolare l’efficienza di trasmissione, definita come:
{\displaystyle T_{norm}=\sum _{i}{\frac {T_{i-hole}}{A_{i-hole}}}}
ossia la somma del rapporto tra la trasmissione e l’area del foro i-esimo, risulta essere maggiore di 1. Questo è spiegabile solamente ipotizzando che anche la superficie limitrofa ai nanofori sia coinvolta nella trasmissione del segnale elettromagnetico. Nella fattispecie i fotoni eccitano i plasmoni di superficie per mezzo del fenomeno noto come risonanza plasmonica di superficie, generando polaritoni plasmonici di superficie, quasi-particelle di natura bosonica. Da queste considerazioni emerge un comportamento attivo da parte dell’array di nanohole, il quale appunto non è semplicemente un ostacolo passivo nella propagazione dell’onda elettromagnetica. Pertanto la geometria del sistema ne determina le caratteristiche fisiche. In tal senso i parametri fondamentali sono: la dimensione e la forma dei fori, la periodicità del pattern e lo spessore del film metallico.
Si è visto che riducendo la dimensione dei nanofori, oppure rendendo più sottile il film metallico, aumenta l’intensità del segnale trasmesso e la pulizia dello spettro di emissione, intesa come predominanza della componente lorentziana sulla gaussiana nella convoluzione dei picchi dello spettro. D’altro canto, andando a modificare la periodicità reticolare dei nanohole, si osserva uno spostamento della posizione del massimo di ciascun picco dello spettro. Dunque irradiando il campione con la medesima onda monocromatica, regolando la distanza tra i nanofori, si può controllare lo spettro delle onde trasmesse, ossia la loro frequenza.
Il fenomeno di EOT non si manifesta irradiando il campione con una lunghezza d'onda arbitraria. Infatti, a causa delle possibili transizioni interbanda, la frequenza massima dell'onda elettromagnetica è determinata dall'energia soglia delle transizioni interbanda del metallo in esame. Secondo la legge di Plank si ha:
{\displaystyle \nu ={\frac {E_{soglia}}{h}}}
dove {\displaystyle \nu } è la frequenza dell'onda, {\displaystyle E_{soglia}} corrisponde all'energia soglia delle transizioni interbanda, ed è un parametro che dipende dal materiale, {\displaystyle h} è la costante di Plank. Per i metalli nobili, solitamente impiegati nella realizzazione dei nanohole, si ha come valore limite una lunghezza d'onda pari a circa 630 nm per l'oro e 300 nm per l'argento. Irradiando i nanohole con onde elettromagnetiche più energetiche, il campione risulterebbe opaco e, anziché eccitare i plasmoni di superficie per generare polaritoni plasmonici, verrebbero eccitati i plasmoni di superficie localizzati. Questi plasmoni sono all'origine di un'eccitazione non propagante, a differenza dell'eccitazione alla base dell'effetto EOT. Sperimentalmente si è visto che i plasmoni di superficie localizzati permettono di amplificare il campo elettromagnetico generato dall'onda incidente: tale effetto è alla base della spettroscopia Raman amplificata da superfici (SERS).

## Produzione di nanohole
Poiché i metalli preziosi sono comunemente usati nella fabbricazione di nanohole, il costo dei materiali associati è spesso fonte di dibattito, anche se la quantità di metallo utilizzata nella fabbricazione di una matrice contenente nanohole è ridotta. In altre parole, il costo dell'oro richiesto per la produzione di nanohole è competitivo rispetto ad altre tecnologie impiegate in ambito sensoristico e di caratterizzazione. Negli ultimi due decenni sono state sviluppate diverse tecniche per la fabbricazione di nanohole, le quali includono sia pratiche nuove che varianti di pratiche già disponibili.  Tali tecniche sono usate sia per la fabbricazione di nanohole a fori passanti che a fori non passanti. Questa classificazione è necessaria per distinguere le due diverse modalità di funzionamento dei nanohole: a flusso continuo per i fori non passanti e flow-through per i fori passanti.

### Fascio ionico focalizzato (FIB)
La tecnica di fascio ionico focalizzato (FIB) utilizza un fascio ionico a bassa energia per la rimozione di materiale da un campione attraverso la collisione ed è in grado di raggiungere risoluzioni dell'ordine dei 10 nm. La sorgente di ioni metalli più comune nel FIB è il gallio, ma è possibile utilizzare anche Au-Si-Be e altre leghe quando sono richiesti ioni con minor massa. Il FIB è una tecnica di scrittura diretta senza maschera, in cui la profondità di incursione degli ioni può essere accuratamente adattata regolando l'energia degli ioni, facilitando la fabbricazione di strutture multidimensionali, compresi i nanohole.

### Litografia a fascio elettronico (EBL)
Si tratta di una tecnica impiegata nella fabbricazione di un array metallico di nanohole. Questa tecnica può subire variazioni e può essere combinata con altre procedure di produzione (es. trattamenti chimici), a seconda delle nanostrutture finali desiderate. L'EBL (dall'inglese: Electron-beam lithography) è un derivato dalla microscopia elettronica a scansione (SEM) e utilizza un fascio di elettroni focalizzato per consentire la produzione di nanohole mediante le tecniche di scrittura diretta e lift-off. Quest'ultima è una pratica comune che presenta vantaggi in termini di versatilità grazie all’utilizzo di uno strato di fotoresist positivo o negativo. Quando si utilizza un resist positivo, ad esempio, la resina irradiata con il fascio elettronico viene rimossa chimicamente per sviluppare la struttura finale. Nella maggior parte dei casi, l'EBL, come per le tecniche litografiche in generale, prevede tre fasi: rivestimento del substrato con il fotoresist, l'esposizione al fascio elettronico e lo sviluppo chimico. Il fotoresist viene applicato con la tecnica di rivestimento per rotazione su un substrato piatto, comunemente vetro, viene leggermente scaldato e successivamente attraverso un fascio elettronico viene modellata la nanostruttura voluta. Lo sviluppo chimico espone il negativo del pattern di resist sul substrato. Il prossimo passo è la deposizione di metallo che può essere ottenuta attraverso strati adesivi metallici intermedi. Una procedura comune, per esempio, consiste nella deposizione di un sottile strato di cromo (≈ 5 nm) seguito dalla deposizione di uno strato più spesso di oro (≈ 100 nm). Per ottenere infine i nanohole in oro viene sollevato lo strato di fotoresist rimanente (cioè lo strato sacrificale). Nel complesso, l’EBL è adatto per la produzione di nanohole ad alta risoluzione, cioè di strutture di scala inferiore alle decine di nanometri. L’EBL, quindi, è una tecnica di fabbricazione altamente versatile che permette l’utilizzo di fotoresist sia positivi che negativi e una personalizzazione accurata sia delle dimensioni che dell'altezza dei nanofori.

### Template stripping
La tecnica di template stripping permette la produzione di nanohole su film di argento con proprietà ottiche e spessori adeguati, paragonabili alle tecniche più affermate. Questa tecnica prevede la prefabbricazione di un’impronta nanostampata in silicio, seguita dalla fabbricazione vera e propria dell'array di nanohole metallico. L’impronta è utilizzata per imprimere il pattern dei nanohole su un resist termico posto su un wafer in silicio termicamente ossidato. L’incisione a ioni reattivi (in inglese nota come: Reactive Ion Etching, oppure RIE) e a ioni reattivi profondi viene successivamente utilizzata per generare dei nanohole profondi nel wafer di silicio. In seguito a una deposizione direzionale di argento, l’array di nanohole metallico viene successivamente rivestito con una resina epossidica, la quale viene fatta indurire attraverso l’esposizione ai raggi UV, e coperto da un vetrino. Infine, una volta che la resina epossidica è indurita, l'assemblato di vetro-resina epossidica-metallo viene rimosso dal modello di silicio. La superficie metallica ottenuta risulta liscia, dall’elevata qualità ottica, adatta per eccitare i plasmoni di superficie localizzata. Questo approccio rappresenta un'alternativa per la fabbricazione economica di array di nanohole con una considerevole estensione di superficie (≈ 100 µm²). Un possibile inconveniente di questa tecnica deriva dalla ridotta biocompatibilità e stabilità chimica dell’argento in applicazioni microfluidiche. Tuttavia, questo problema si può evitare con la deposizione di sottili strati silice o allumina. La sensibilità dell'indice di rifrazione delle matrici di nanohole in argento ottenute attraverso il template stripping è paragonabile alla sensibilità dei nanohole in oro prodotti con tecniche di produzione più comuni. Il beneficio che ne deriva in termini di costi dei materiali (utilizzo di argento anziché oro) è notevole, con una potenziale riduzione di 50 volte del costo del metallo.

### Nanostampaggio
Si tratta di una tecnica utilizzata nella fabbricazione di nanohole che si basa sullo stampaggio di un film polimerico con l’ausilio di una matrice. Le tecniche basate sul nanostampaggio con litografia vengono impiegate per la produzione di nanohole con fori sia passanti che non passanti. Uno stampo negativo della nanostruttura viene usato come impronta per imprimere il disegno su uno strato di materiale termoplastico o induribile agli UV. In seguito al nanostampaggio, lo stampo lascia una riproduzione delle nanostrutture sul polimero che può quindi essere rivestito da uno strato metallico.

## Applicazioni
Vi sono diverse applicazioni legate al campo nella nanofotonica: dalla sensoristica e biosensoristica al fotovoltaico, passando per la produzione di superlenti e dispositivi di imaging.

### SERS

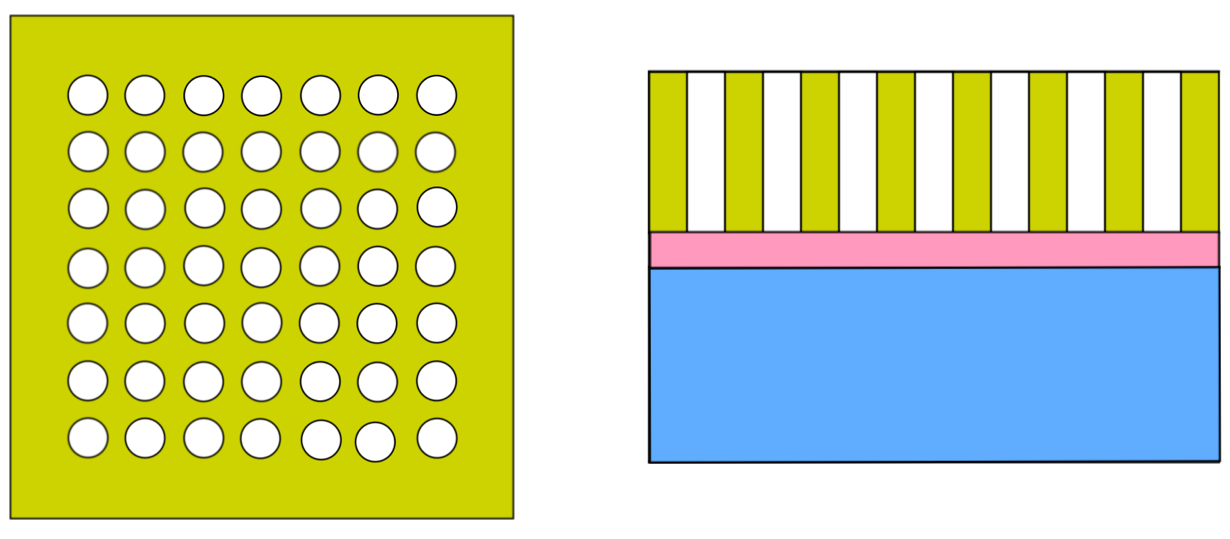
Rappresentazione schematica del multi-strato impiegato nelle indagini SERS. A sinistra è rappresentata la vista dall'alto dove è visibile la periodicità del pattern dei nanohole. A destra è rappresentata una vista in sezione dove si vedono i vari strati; a partire dal basso si ha, in ordine: substrato vetroso (in blu), un sottile strato di adesivo (in rosa) e la lamina di nanohole (i nanohole sono le zone bianche).

L’uso dei nanohole come substrato per la spettroscopia SERS è un potente strumento per l'identificazione chimica di molecole, in quanto il loro segnale SERS aumenta sensibilmente a causa delle risonanze plasmoniche sulla superficie locale (LSPR), quando esse sono adsorbite su una nanostruttura metallica.
Nell’impiego dei nanohole in condizione di backscattering la luce incidente stimola il segnale SERS dallo strato più esterno attraverso l’eccitazione dei modi LSPR senza innescare alcuna trasmissione ottica straordinaria, poiché ci vorrebbero delle lunghezze d’onda maggiori. L’impiego dei nanohole consente di ottenere uno spettro SERS migliorato, dove risulta assente il rumore del substrato in quanto la periodicità dei nanohole è inferiore al limite di diffrazione.
Prendendo in esame una sottile lamina metallica che presenta un pattern di nanohole e ponendovi sopra una soluzione acquosa contenente la molecola in esame ad una determinata concentrazione, si possono osservare i picchi caratteristici della molecola stessa, mentre non si osserva alcun picco caratteristico se la molecola viene posta, ad esempio, su una lamina metallica continua, in virtù del fatto che nel secondo caso non si riesce ad ottenere lo spettro SERS.
Nelle applicazioni ottiche predomina l’utilizzo di substrati vetrosi. Il vetro comune genera tuttavia elevati disturbi nel segnale Raman, costringendo a volte l’impiego di substrati monocristallini molto costosi: tale problema può essere aggirato attraverso l’adozione di nanohole, in quanto grazie all’assenza di segnale del substrato durante le misurazioni SERS è ammissibile l'uso di substrati più economici.

### Super lenti
Le super-lenti sono dei dispositivi che permettono di superare il limite di diffrazione, fattore che limita la risoluzione dei microscopi ottici. Infatti, le lenti convenzionali usate nella microspia ottica sono caratterizzate da una risoluzione simile alla lunghezza d’onda incidente. Di conseguenza, strutture di dimensione nanometriche, come ad esempio i virus e il DNA, non risultano osservabili da microscopi ottici in quanto limitati ad una risoluzione pari alla lunghezza d’onda della luce visibile.
Le super-lenti invece permettono di osservare oggetti di dimensione inferiore rispetto al limite di diffrazione e di poter seguire in tempo reale l’evoluzione nel tempo dell’oggetto in osservazione.
Uno dei metodi per aumentare la risoluzione dei microscopi ottici è dato dall’uso di film metallici con la presenza di un pattern regolare di nanohole. Si è infatti dimostrato che dato uno screen metallico di nanohole, posto ad opportuna distanza dall’oggetto in osservazione (il quale emette fotoni), emana onde elettromagnetiche che rispecchiano la sorgente di fotoni in analisi, grazie all’interferenza costruttiva delle onde.
In particolare, dato un insieme di sorgenti di luce puntiformi, esse emettono una radiazione di campo lontano, radiazione che può essere manipolata da lenti convenzionali per ottenere l’immagine. Tuttavia, le informazioni ad alta risoluzione rimangono localizzate vicino all’oggetto nella cosiddetta radiazione di campo vicino. Quest’ultima radiazione può essere amplificata attraverso l’uso di strutture nanometriche quali i nanohole altamente ingegnerizzati. Infatti, si sfrutta l’accoppiamento della radiazione con i plasmoni di superficie dei nanohole, grazie al fenomeno fisico della trasmissione ottica straordinaria (EOT). Inoltre, si è dimostrato che queste nanostrutture, se illuminate da un’onda piana, sono capaci di focalizzare la radiazione formando un hotspot o subwavelength spot, nella quale la distanza del punto di focalizzazione dal piano dei nanohole è paragonabile a un decimo della lunghezza d’onda, permettendo così l’imaging ad alta definizione. Inoltre, se la sorgente puntiforme da analizzare è soggetta ad uno spostamento perpendicolare al piano dei nanohole, si dimostra che l’immagine rifratta dai nanohole risulta subire uno spostamento lineare. Quindi, dato un insieme di sorgenti puntiformi appartenenti ad un piano, si ha una corrispondenza biunivoca tra il punto di osservazione e il punto ottenuto dall’imaging.